# Bryan Elsley
Bryan Elsley (Dalkeith, 17 maggio 1961) è uno sceneggiatore e produttore televisivo scozzese, noto 
soprattutto per essere stato co-creatore insieme al figlio Jamie Brittain di Skins, teen drama della rete inglese E4.
Nel 2018 sulla rete inglese E4 (e internazionalmente sul servizio on demand di Netflix) crea la serie Kiss Me First.